# Dicrotendipes sinoposus
Dicrotendipes sinoposus är en tvåvingeart som beskrevs av Epler 1987. Dicrotendipes sinoposus ingår i släktet Dicrotendipes och familjen fjädermyggor. Inga underarter finns listade i Catalogue of Life.